# Basedow (Adelsgeschlecht)

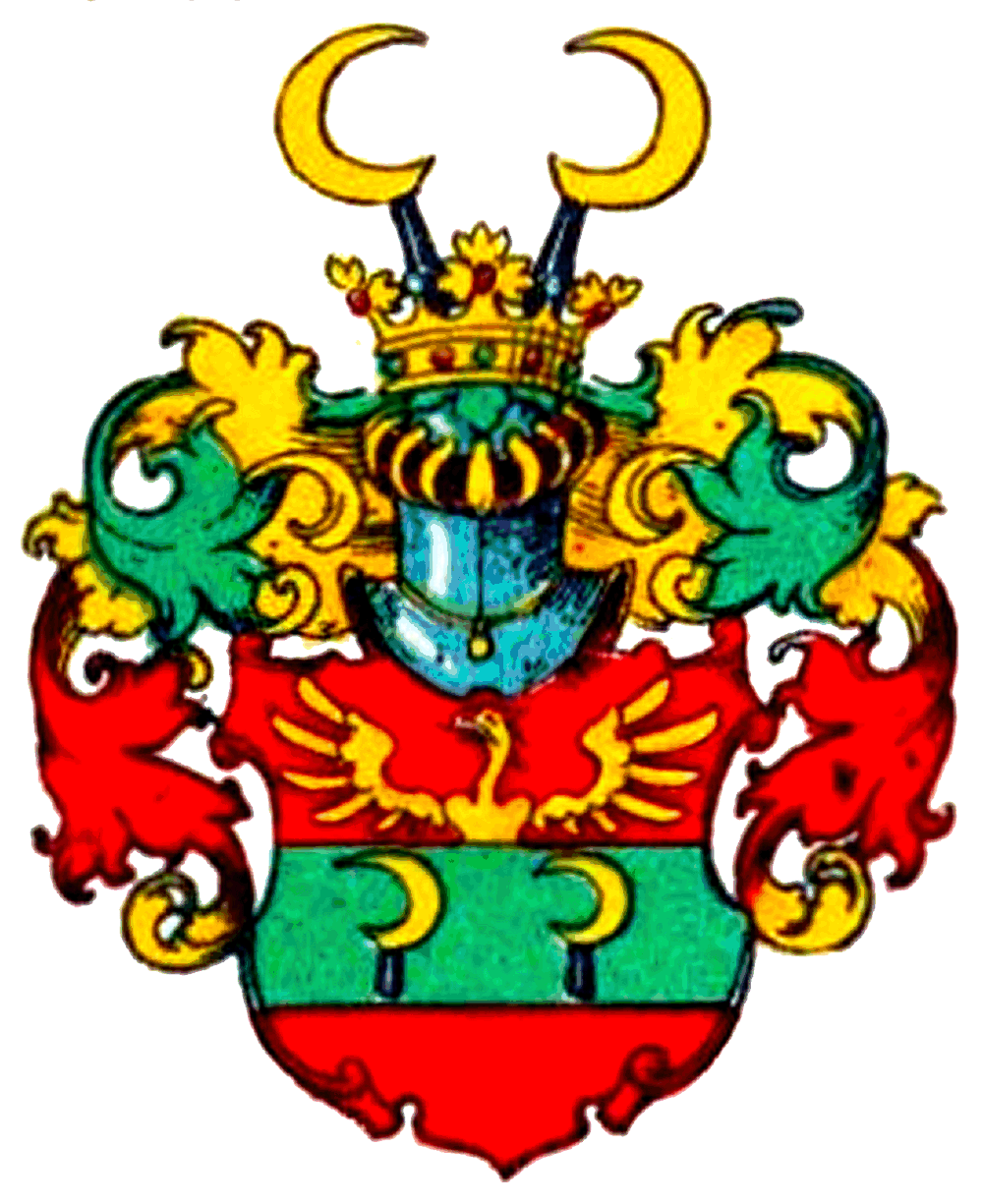
Wappen der Basedow

Basedow ist der Name eines dem Lüneburger und Lübecker Patriziat angehörenden Adelsgeschlechts, das eine zumindest namens- und wappenidentische Fortsetzung in einer 1833 nobilitierten anhaltinischen Familie findet. Ob mit dem älteren, ehemals in der Uckermark zu Basedow begüterten, Adelsgeschlecht Stammesverwandtschaft besteht, ist zumindest umstritten.

## Geschichte
Bereits um 1280 wird die uckermärkische gleichnamige Familie, welche bei Prenzlau zu Basedow, Baumgarten und Feld-Vorwerk grundgesessen war urkundlich genannt. Auch mit Basedow, dem späteren Stammgut der Familie Hahn, wird die Familie in Zusammenhang gebracht. Heinrich II. Basedow, der ab 1501 Bischof in Kurland war, wird ebenfalls diesem oder dem nachstehenden Geschlecht zugeordnet. Mit ihm, in der Mark bereits vor 1500, ist dieser Stamm abgestorben. Am 12. April 1515 verbriefte Bischof Basedow ein Wappen für Heinrich Wessel (Wesseler) vom Hof Valant, welches an das Basedowsche Wappen angelehnt war und einen während der Ordenszeit einmaligen Vorgang darstellt.

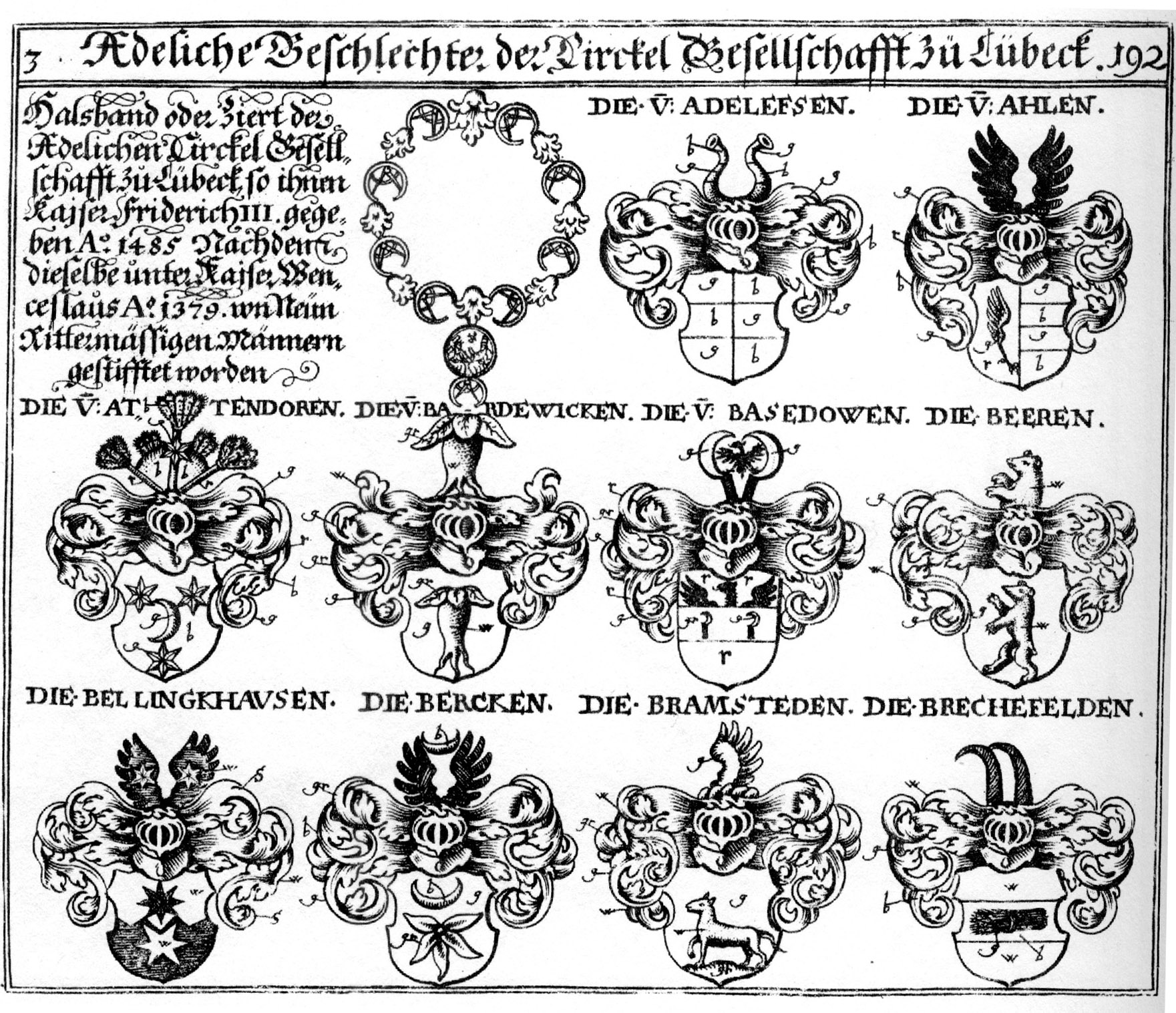
Wappen von Basedow auf der Geschlechtertafel der Lübecker Zirkelgesellschaft von 1703

Im Jahre 1333 machte sich eine gleichnamige Familie in Lüneburg ansässig. Im Jahre 1338 wurde Godeke Basedowe in Lüneburg urkundlich genannt. In Lüneburgen Testamenten werden Albertus, Johann und Bernd Basedow erwähnt. Späterhin breitete sich das Geschlecht weiter aus nach Mecklenburg und Lübeck aus. Mit Claus Basedow stellte die Familie im Jahre 1456 einen Ratsherrn in Malchin. In Lübeck wurde die Familie Basedow in der zweiten Hälfte des 15. Jahrhunderts ratsfähig. Dietrich Basedow († 1501), Sohn des Lübecker Bürgers Bernhard Basedow, wurde 1477 in den Lübecker Rat gewählt und trat 1479 der Zirkelgesellschaft bei. Er gehörte damit zu den Mitgliedern der Zirkelgesellschaft, denen Kaiser Friedrich III. 1485 das Tragen der Collane als Zeichen ihrer Adelsgleichheit gestattete. Seine Schwester Tibbeke Basedow († 1504) heiratete den Ratsherrn Volmar Warendorp, der aus der alt eingesessenen Patrizierfamilie Warendorp stammte. Dietrich Basedows Sohn Jordan Basedow († 1555) war zunächst Mitglied des 64er-Ausschusses und wurde 1535 zum Ratsherrn in Lübeck gewählt. Derselbe Jordan Basedow erhielt 1552 von Kaiser Karl V. sowohl die Standesbestätigung als Adliger, als auch eine Wappenbesserung und den Ritterschlag. Mit ihm soll auch dieser Stamm seinen Ausgang gefunden haben. Es haben jedoch noch im 17. Jahrhundert mit Berend († 1712) und Hinrich (* 1610; † 1672), noch Namensträger in Lübeck gelebt, die auch in einem Filiationszusammenhang mit unten beschriebenem Stamm stehen sollen.
Der anhalt-dessauische Wirkliche Geheime Rat und Regierungspräsident Ludwig von Basedow (* 1774; † 1835), ein Sohn des Pädagogen Johann Bernhard Basedow (* 1724; † 1790), erfuhr 1833, mit Beilegung des 1552 gebesserten adligen Wappens, vom Herzog eine Adelserneuerung. Dessen Sohn wiederum war der königlich preußische Sanitätsrat Carl von Basedow (* 1799; † 1854), der 1840 die nach ihm benannte Basedowsche Krankheit beschrieb. Ihm wurde 1836 in Merseburg vom preußischen König der Adel erneut bestätigt. Noch im 19. Jahrhundert konnte die Familie einen weiteren anhalt-dessauischen Regierungspräsidenten stellen. 1848 diente ein Angehöriger im Rang eines Hauptmanns im Brandenburgischen Infanterieregiment Nr. 20.

## Wappen

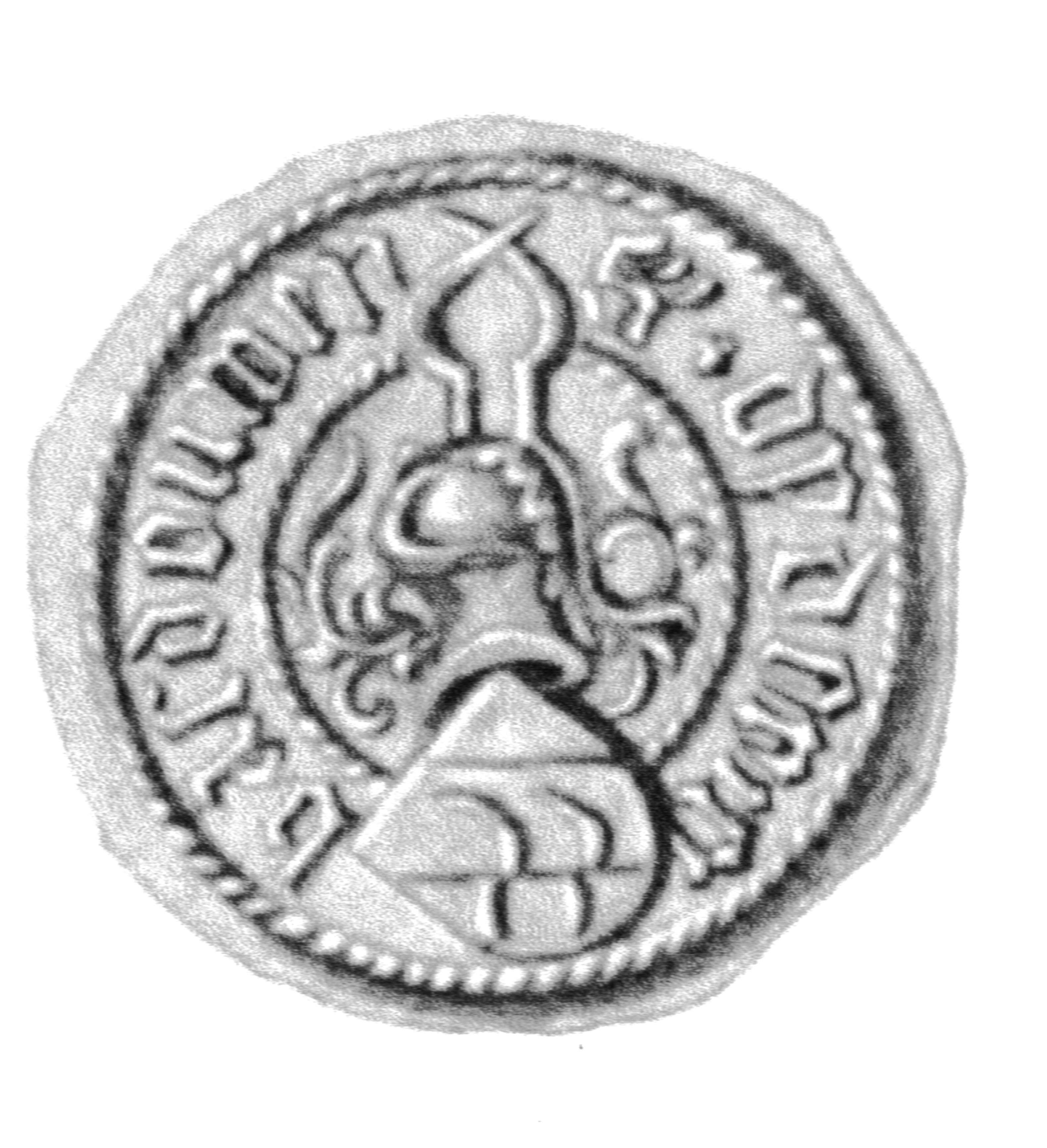
Siegel des Lübecker Ratsherrn Dietrich Basedow (1499)

Das Stammwappen zeigt im roten Schild mit grünem Querbalken, belegt mit zwei silbernen links hin gekehrten Sicheln an schwarzen Griffen. Auf dem Helm mit links grün-goldenen und rechts rot-goldenen Decken die beiden gegeneinander schräggestellten, nach innen gekehrten Sicheln.
Das Wappen (1552, 1833) zeigt über den Querbalken einen wachsenden schwarzen Adler. Auf dem Helm, zwischen den Sicheln der Adler.
Umschrift des nebenstehenden Wappens: S(igillum) dyderich basdouwen

## Namensträger
- Dietrich Basedow (* um 1420; † 26. März 1501), Lübecker Ratsherr, Kaufmann und Mitglied der Zirkelgesellschaft
- Heinrich II. Basedow (* vor 1484, † vermutlich 1523), von 1501 bis 1523 Bischof von Kurland
- Jordan Basedow (* um 1485; † 1555), Domherr und Ratsherr der Hansestadt Lübeck
- Johann Bernhard Basedow (* 1724; † 1790), Pädagoge und Philanthrop der Aufklärung
- Carl Adolph von Basedow (* 1799; † 1854), königlich preußischer Sanitätsrat und Arzt
- Ludwig von Basedow (* 1774; † 1835), anhalt-dessauischer Geheimer Rat und Regierungspräsident

Weitere: